# Copa FMF de 2021
A Copa FMF de 2021 foi um torneio de futebol realizado pela Federação Matogrossense de Futebol. Foi disputada por 7 times. O campeão ganhou o direito de participar da Copa do Brasil de 2022.

## Formato
Disputado em turno único na primeira fase, onde se classificarão 4 times iniciando o mata-mata na semifinal em jogos de ida e volta. 

## Critérios de desempate

### 1ª Fase
1. Maior número de vitórias
2. Maior saldo de gols
3. Maior número de gols pró (marcados)
4. Maior número de pontos no confronto direto
5. Maior saldo de gols no confronto direto
6. Sorteio

### Fases finais
1. Maior número de pontos
2. Maior saldo de gols
3. Disputa de pênaltis

## Equipes participantes
| Equipe     | Cidade                    | Estádio            | Capacidade | Títulos         |
| ---------- | ------------------------- | ------------------ | ---------- | --------------- |
| Ação       | Santo Antônio de Leverger | Dito Souza         | 2 600      | 0 (não possui)  |
| Cuiabá     | Cuiabá                    | Arena Pantanal     | 44 000     | 2 (2010 e 2016) |
| Dom Bosco  | Cuiabá                    | Arena Pantanal     | 44 000     | 1 (2015)        |
| Nova Mutum | Nova Mutum                | Arena Pantanal     | 1 200      | 0 (não possui)  |
| Sinop      | Sinop                     | Gigante do Norte   | 13 000     | 0 (não possui)  |
| Sorriso    | Sorriso                   | Egídio José Preima | 4 000      | 0 (não possui)  |
| União      | Rondonópolis              | Caldeirão          | 18 000     | 1 (2017)        |